# Dragster

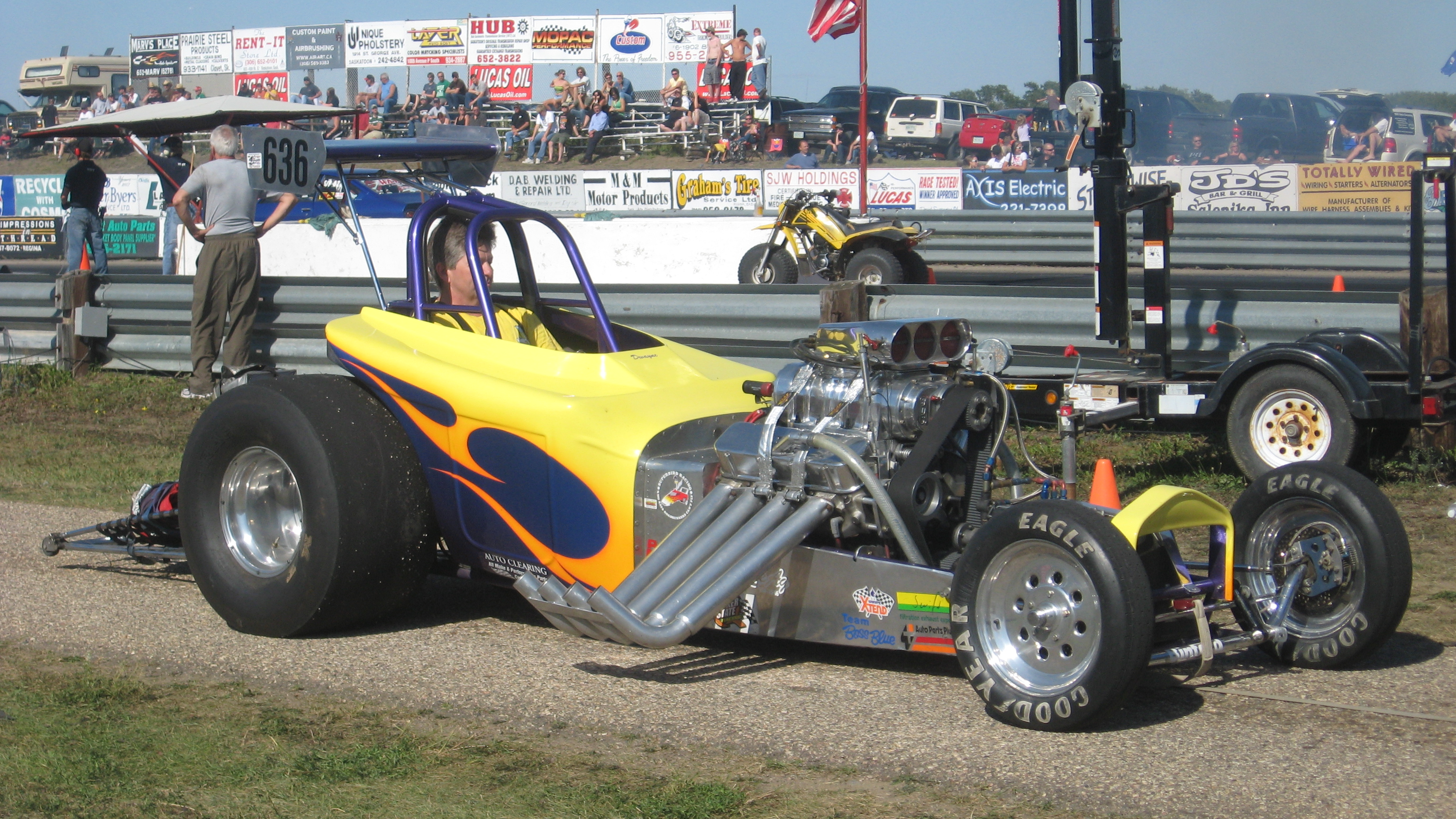
Dragster med kaross baserad på en 1927 års T-Ford.

En dragster är en specialbyggd bil avsedd för accelerationstävlingar, så kallad dragracing, över en kvarts mile, det vill säga cirka 402,33 meter.